# Sethus Calvisius

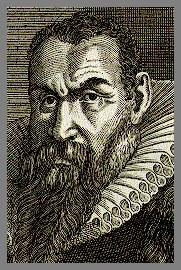
Sethus Calvisius

Sethus Calvisius, eigenlijk Seth Kalwitz (Gorsleben, 21 februari 1556 - Leipzig, 24 november 1615) was componist, muziektheoreticus en cantor in Schulpforta en Leipzig en bovendien astronoom en wiskundige.

## Leven
Zijn vader was landarbeider. Calvisius leerde het handwerk van wever. Toch zag hij kans in 1569 de school van Frankenhausen en vanaf 1572 de school in Maagdenburg te bezoeken.
In Maagdenburg bedelde hij en wist hij door werkzaamheden voor de kerk aan het geld voor zijn studie te komen. 
Vanaf 1579 studeerde hij met een beurs van keurvorst August van Saksen aan de universiteit van Helmstedt en vanaf 1580 aan de Universiteit van Leipzig. Daar hield hij zich bezig met geschiedenis, wiskunde en sterrenkunde. Hij was zo intensief met muziek bezig, dat hij het jaar erop dirigent van het koor van de Paulinerkirche werd.
Met een aanbeveling van Nikolaus Selnecker en de gehele theologische faculteit van de Universiteit van Leipzig werd hij in november 1582 cantor aan de Landesschule Pforta, waar hij onder andere het zingen van een motet bij de gezamenlijke maaltijden invoerde. Daarnaast werkte hij als docent, niet allen op het gebied van muziek, maar hij gaf ook les in het Latijn en geschiedenis. In 1594 keerde hij terug naar Leipzig, waar hij Thomascantor werd, verbonden aan de Thomasschule en de Thomaskirche. 
Hij bleef in Leipzig en ging niet in op de mogelijkheden die hem werden geboden om hoogleraar wiskunde aan universiteiten van Wittenberg en Frankfurt (Oder) te worden. 
Als sterrenkundige is zijn belangrijkste werk „Opus Chronologicum ubi tempus astronomicum per motus et eclipses luminarium celestium“ (de titel van de 5e editie, 1650). De eerste editie was in 1601. Het werk werd zes maal opnieuw uitgegeven.

## Werken
- Harmonia cantionum ecclesiasticarum, Kirchengesänge u. geistliche Lieder D. Lutheri u. andrer frommen Christen, Mit 4 Stimmen contrapunktweise richtig gesetzt, Leipzig 1597, 1598, 1604, 1612 en 1622
- Melopoiia sive melodiae condendae ratio, Erfurt 1592 en 1630
- Compendium musicae practicae, Leipzig 1594 auch 1612 erschienen als Musicae artis praecepta
- Exercitatio musica tertia, Leipzig 1611
- Exercitationes musicae duae, Leipzig 1600
- Hymni sacri Latini et Germanici, Erfurt 1594
- Der Psalter Davids bearbeitet von Cornelius Becker, Leipzig 1605
- Der 150. Psalm Davids, Leipzig 1615
- Opus chronologicum ex autoritate s. scripturae ad motum luminarium coelestium contextum, Leipzig 1605 en laatste editie Frankfurt 1685 in zesde editie
- Elenchus calendarii Gregoriani, Leipzig 1613
- Formula calendarii novi, Leipzig 1613
- Thesaurus latini sermonis, Leipzig 1614
- Enchiridion lexici Latino-Germanici, Leipzig 1614
- Tricinia, Auserlesene deutsche Lieder, herausgegeben von Paul Rubardt, 1949
- 10 Motetten, herausgegeben von Albrecht Tunger, 1965.
- Biciniorum libri duo, Leipzig 1612

- Bibsys: 10007407
- Biblioteca Nacional de España: XX4770043
- Bibliothèque nationale de France: cb12875550d (data)
- Catàleg d'autoritats de noms i títols de Catalunya: 981058512511906706
- Gemeinsame Normdatei: 11643290X
- International Standard Name Identifier: 0000 0001 1027 3668
- Library of Congress Control Number: n85305189
- Nationale Bibliotheek van Letland: 000183772
- MusicBrainz: d2f6f640-cbeb-4efc-8c65-33dfdf5179b8
- Mathematics Genealogy Project: 127898
- Nationale Bibliotheek van Tsjechië: xx0091297
- Nationale Bibliotheek van Israël: 987007285109105171
- Nationale Bibliotheek van Polen: a0000002776615
- Nederlandse Thesaurus van Auteursnamen: 190996005
- Istituto Centrale per il Catalogo Unico: MUSV012133
- LIBRIS: 289801
- Système universitaire de documentation: 050136127
- Trove: 836289
- Virtual International Authority File: 56738743
- WorldCat: E39PBJpjgYR7DVJkCVjryy8t8C